# Vịnh Phan Rí
Vịnh Phan Rí hay Vũng Phan Rí là vịnh ven bờ biển ở phía bắc tỉnh Bình Thuận, Việt Nam. Vùng nước của vịnh được giới hạn từ mũi La Gàn (xã Bình Thạnh, huyện Tuy Phong) đến mũi Nhỏ (xã Hòa Thắng, huyện Bắc Bình) với cửa vịnh rộng khoảng 27 km, diện tích mặt nước là 135 km². Vịnh có một con sông lớn đổ ra là sông Lũy, thị trấn Phan Rí Cửa nằm bên cửa biển.